# Mu Arae
Mu de l'Autel • Cervantes
Désignations
Mu Arae ou HD 160691, aussi nommée Cervantes depuis décembre 2015, est une étoile jaune de type spectral G3IV–V, semblable au Soleil quoique deux fois plus lumineuse, située à environ 51 années-lumière (15,5 pc) du Système solaire, dans la constellation de l'Autel. Cette étoile de magnitude visuelle +5,12 possède un système planétaire constitué de quatre exoplanètes détectées à ce jour, dont la plus proche de l'étoile a été la première de type Neptune chaud à avoir été découverte.

## Caractéristiques stellaires
Mu Arae serait 1,1 fois plus massive, 1,4 fois plus large et 1,9 fois plus lumineuse que le Soleil. Des valeurs plus anciennes donnaient son rayon 31,5 % plus grand et sa luminosité 75 % plus élevée par rapport au Soleil.
Sa métallicité serait également double de celle du Soleil, tandis que sa température de surface de 5 800 K est semblable à celle de notre étoile.
Basé sur son activité, l'âge de Mu Arae est estimé à 6,4 milliards d'années, 4,4 milliards d'années ou 1,4 milliard d'années selon les modèles théoriques utilisés.
Mu Arae a un type spectral G3IV-V, proche du soleil (G2V), l'incertitude venant de son âge et de savoir si elle commence sa transformation en géante rouge si elle manque d'hydrogène (IV étant une sous-géante, V la séquence principale).

## Système planétaire

Les orbites des trois planètes extérieures au système de Mu Arae par rapport à celles de notre système solaire. L'étoile centrale n'est pas à l'échelle : à l'échelle de cette image, la planète la plus proche serait située au bord du disque qui représente l'étoile centrale.

### Découvertes
À la fin de l'an 2000, une exoplanète a été découverte par la méthode des vitesses radiales par la même équipe et en même temps que l'exoplanète Epsilon Reticuli b. Appelée Mu Arae b, elle est caractérisée par une excentricité orbitale élevée, une masse d'au moins 1,7 MJ et une période orbitale 643,25 jours.
Au début 2004, est découverte une deuxième planète, Mu Arae c, qui est annoncée comme ayant une masse comparable à celle de Neptune : c'est la première planète connue faisant partie de la classe des Neptune chauds. Ces mesures ont été faites à l'aide du High Accuracy Radial velocity Planet Searcher (HARPS). D'autres observations indiquaient la présence d'un autre corps céleste dans ce système planétaire, corps maintenant connu comme étant l'exoplanète Mu Arae e.
En 2006, la découverte d'une troisième planète, Mu Arae d, ainsi que celle d'une meilleure caractérisation de la quatrième, Mu Arae e, fondée sur un nouveau modèle de système planétaire, avec des orbites moins excentriques que pensé précédemment, a été annoncée par deux équipes de chercheurs, chacune dirigée par Krzysztof Goździewski et Francesco Pepe,.
Mu Arae est le deuxième système connu ayant au moins quatre planètes, après 55 Cancri.

### Structure
Quatre planètes y ont été découvertes, la plus intérieure du système étant une planète de la masse d'Uranus, Mu Arae c, située à 0,1 UA de l'étoile et une orbite de 9,6 jours ; ce pourrait être une planète tellurique géante (« super-Terre ») ou une planète chtonienne, c'est-à-dire le noyau d'une géante gazeuse dont les couches extérieures auraient été vaporisées par le vent stellaire :
| Planète                        | Masse (MJ) | Demi-grand axe (UA) | Période orbitale (d) | Excentricité    |
| ------------------------------ | ---------- | ------------------- | -------------------- | --------------- |
|                                |            |                     |                      |                 |
| µ Ara c                        | ≥ 0,03321  | 0,09094             | 9,6386 ± 0,0015      | 0,172 ± 0,04    |
| µ Ara d                        | ≥ 0,5219   | 0,921               | 310,55 ± 0,83        | 0,0666 ± 0,0122 |
| µ Ara b                        | ≥ 1,676    | 1,497               | 643,25 ± 0,90        | 0,128 ± 0,017   |
| µ Ara e                        | ≥ 1,814    | 5,235               | 4 205,8 ± 758,9      | 0,0985 ± 0,0627 |
|                                |            |                     |                      |                 |
| Système planétaire de Mu Arae. |            |                     |                      |                 |

Les exoplanètes Mu Arae e et Mu Arae b sont en résonance orbitale 2:1 avec de fortes interactions qui rendent le système instable et serait détruit après 78 millions d'années (ce qui est beaucoup plus court que l'âge estimé du système). Une solution plus stable dans laquelle deux planètes sont en fait en résonance (comme Gliese 876) donne une espérance de vie à peine plus longue.
Bien que des signes d'un disque protoplanétaire aient été recherchés, aucune ceinture de Kuiper n'a été détectée.

### Habitabilité
La géante gazeuse « b » est située dans la zone habitable de Mu Arae et de grandes lunes éventuelles autour de « b » pourraient posséder de l'eau liquide. Des lunes aussi grosses sont cependant problématiques dans les modèles de formation. De plus les lunes ne recevraient pas assez d'ultraviolet pour entraîner la formation de biomolécules.
Les hypothétiques lunes de "e" recevraient de bonnes doses d'ultraviolet mais seraient bien trop chaudes pour abriter de l'eau liquide, à part si elles ont une épaisse couche nuageuse les protégeant en partie de la chaleur (albédo élevé).
Quant à la planète "d", comme elle reçoit des émissions ultraviolettes comparables à celles que reçoit la Terre, elle se trouve donc dans la zone habitable par rapport aux ultraviolets. Par contre, la température y est trop élevée pour qu'une quelconque lune hypothétique ne comporte d'eau sous forme liquide.

### Conventions de nommage
L'ordre des noms (b à e) n'est pas encore validé par l'Union astronomique internationale et les désignations diffèrent dans les publications, selon qu'elles proviennent de l'équipe de Goździewski ou Pepe.
L'Extrasolar Planets Encyclopaedia ainsi que des publications subséquentes ont adopté le système de Pepe,.